# 勒索克鎮區 (明尼蘇達州斯特恩斯縣)
勒索克鎮區（英語：Le Sauk Township）是位於美國明尼蘇達州斯特恩斯縣的一個行政鎮區。

## 地方資料
勒索克鎮區的面積為27.46平方千米，當中陸地面積為26.41平方千米，而水域面積為1.05平方千米。根據2020年美國人口普查的數據，當地共有人口1502人，而人口密度為每平方千米54.7人。